# Clara (filme)
Clara (bra: Clara - Um Amor Além do Universo)) é um filme de ficção científica dirigido por Akash Sherman lançado em 2018 no Festival Internacional de Cinema de Toronto. É estrelado pelos atores, marido e mulher, Patrick J. Adams e Troian Bellisario, no papel do astrofísico Isaac e da artista itinerante Clara, que se aproximam em busca de sinais de vida inteligente no universo. O filme se baseia em avanços tecnológicos e teóricos recentes e atraiu a atenção de astrônomos.
No Brasil, foi lançado pela Elite Filmes no Cinema Virtual em 29 de abril de 2021.

## Elenco
- Patrick J. Adams como Dr. Isaac Bruno
- Troian Bellisario como Clara
- Ennis Esmer como Dr. Charlie Durant
- Kristen Hager como Dra. Rebecca Jenkins
- R. H. Thomson como Dr. Rickman
- Jennifer Dale como Chefe do departmento de astrofísica

## Recepção

### Crítica
No agregador de críticas Rotten Tomatoes, que categoriza as opiniões apenas como positivas ou negativas, o filme tem um índice de aprovação de 50% calculado com base em 24 comentários dos críticos. Já no agregador Metacritic, com base em 6 opiniões de críticos que escrevem em maioria para a imprensa tradicional, o filme tem uma média aritmética ponderada de 43 entre 100, com a indicação de "revisões mistas ou neutras".

### Cientistas
Doug Welch respondeu ao roteiro original de Sherman porque "captura a emoção de revelar outros planetas e o potencial de até identificar vida em outro lugar durante nossa vida ... ficou claro para mim que Akash entendia muito do campo e como ele funcionava. Você veja isso em pequenos detalhes, também, como ... usando observações remotas com um telescópio no Chile. " O trailer do filme, devido aos efeitos visuais "exuberantes"e "pontos de enredo provocadores e experientes em ciência" atraiu muito de atenção nas redes sociais de astrônomos.